# Уг'єн Академі
Уг'єн Академі (англ. Ugyen Academy Football Club) — бутанський футбольний клуб з міста Пунакха, який виступає у Національній лізі Бутану, вищому дивізіоні національного чемпіонату. Домашні матчі проводить на стадіоні «Ликейзанг». У 2013 році «Уг'єн Академі» виграв Національну лігу та представляв Бутан у Кубку Президента АФК 2014 року.

## Історія
Вперше «Уг'єн Академі» зіграв у національному чемпіонаті в сезоні 2012/13 років, де вони фінішували третіми після майбутніх чемпіонів «Єедзіна» та «Друкпола» табрали участь у найрезультативнішому матчі сезону, перемозі над «Самце» з рахунком 8:1. Наступного сезону вони виграли Національну лігу Бутану, на випередивши на одне очко «Єедзін», при цьому «Уг'єн Академі» програв лише один раз, з рахунком 2:4 поступився «Тхімпху Сіті». Вигравши національний чемпіона команда отримала можливість скористатися квотою Бутану для участі в Кубку президента АФК 2014 року, першому в історії команди континентальному турнірі. Бутанський колектив потрапив до групи А разом з бангладеським «Шейх Расселом», пакистанським КРЛ та ланкійським «Ейр Форс». Всі матчі були зіграні в Шрі-Ланці, «Уг'єн Академі» програв усі три матчі, команда не забила жодного м'яча, натомість пропустила 8 м'ячів. Наступного сезону команда знову грала в Національній лізі Бутану. «Уг'єн Академі» мали посередній старт сезону, зігравши внічию з майбутнім переможцем турніру «Друк Юнайтед» та програли лідерам «Тхімпху Сіті», опинившись по завершенні першої частини чемпіонату на четвертому місці. Однак команда згуртувалася у другій половині сезону, вигравши всі свої матчі, програвши лише «Друк Старз», й завершила сезон на другому місці, поступившись чемпіонством та виходом у Кубок АФК 2015 року через гіршу різницю забитих та пропущених м'ячів «Друк Юнайтед».

## Досягнення
- Національна ліга Бутану
  -  Чемпіон (1): 2013

## Континентальні досягнення
- Кубок президента АФК

2014: 4-те місце на Груповому етапі